# Henry Bonello
Henry Bonello (Pietà, 13 de outubro de 1988) é um futebolista maltês que atua como goleiro. Atualmente defende o Hamrun Spartans e a  Seleção Maltesa.

## Carreira
Formado nas categorias de base do Sliema Wanderers, Bonello fez sua estreia pelo time principal na temporada 2006–07. Em 2009–10, foi emprestado ao Vittoriosa Stars, tendo feito apenas um jogo. De volta ao Sliema para a temporada seguinte, o goleiro teve uma de suas melhores atuações na carreira em fevereiro de 2012, contra o Valletta, descrita como "heroica" pela imprensa maltesa. Permaneceu nos Blues até 2014, tendo feito 117 partidas pelo clube e vencendo uma Copa Maltesa, em 2008–09.
Jogou ainda por Hibernians, Valletta e Birkirkara (numa troca de jogadores com o Sliema, que mandou o meio-campista Rowen Muscat) assinando com o Hamrun Spartans em julho de 2021.

## Carreira na seleção
Tendo jogado pela seleção Sub-21 de Malta entre 2009 e 2010, fez sua estreia pelo time principal em fevereiro de 2012, na vitória por 2 a 1 sobre Liechtenstein . Em março de 2019, defendeu um pênalti que garantiu a vitória dos Cavaleiros de São João pelo mesmo placar frente às Ilhas Feroe pelas eliminatórias da Eurocopa de 2020, que foi também a primeira em território maltês em 13 anos.

## Vida pessoal
Seu pai, John Bonello, também foi goleiro e atuou 29 vezes pela Seleção Maltesa entre 1979 e 1987, inclusive na polêmica partida contra a Espanha pelas eliminatórias da Eurocopa de 1984, que terminou com vitória da Fúria por 12 a 1.

## Títulos
Sliema Wanderers
- Copa Maltesa: 2008–09

Hibernians
- Campeonato Maltês: 2014–15

Valletta
- Campeonato Maltês: 2015–16, 2017–18
- Copa Maltesa: 2017–18
- Supercopa Maltesa: 2016, 2018, 2019

Hamrun Spartans
- Campeonato Maltês: 2022–23, 2023–24
- Supercopa Maltesa: 2023